# Нукуський район
Нукуський район (кар. Nwoʻkis rayonı; узб. Нукус тумани, Nukus tumani) — район в Узбекистані, Республіка Каракалпакстан. Розташований у центральній частині республіки. Центр — міське селище Акмангіт.
Утворений 25 грудня 1968 року. Межує на півночі з Кеґейлійським, на сході з Караузяцьким, на півдні з Амудар'їнським районами, Тахіатаською міськрадою Каракалпакстану і Туркменістаном, на південному заході з Ходжейлійським районом і Нукуською міськрадою, на заході з Канликульським районом.
Через район протікають річка Амудар'я (по західному кордону), канали Кеґейлі, Кизкеткен та ін.
Через район проходять автошляхи Нукус — Чимбай — Тахтакупир, Нукус — Біруні — Турткуль, Акмангіт — Нукус; залізниці Найманкуль — Чимбай, Нукус — Міскін.
Населення району 41 890 мешканців (перепис 1989), у тому числі міське (сел. Акмангіт) — 6169 мешканців, сільське — 35 721 мешканець.
Станом на 1 січня 2011 року до складу району входили 1 міське селище (Акмангіт) і 6 сільських сходів громадян.
| Назва      | Центр         |
| ---------- | ------------- |
| Арбаші     | нп Жана-Нокіс |
| Баканшакли | мс Акмангіт   |
| Кердер     | нп Кердер     |
| Крантау    | нп Шортанбай  |
| Саманбай   | нп Узинкол    |
| Такиркал   | нп Калмен-Аул |

## Відомі люди
- Бекбаулов Уразак Бекбаулович — каракалпацький письменник, літературознавець.